# Габор Броді
Габор Броді (угор. Gábor Bródi; 8 травня 1953, Вертеш, Угорщина) — угорський дипломат. Постійний представник Угорщини при Організації Об'єднаних Націй (2005—2010)

## Життєпис
Народився 8 травня 1953 року в місті Вертеш, Угорщина. Пан Броді має ступінь магістра з міжнародних відносин Будапештського економічного університету (1976) та магістра мистецтв з політичних наук Будапе́штський університе́т імені Лоранда Етвеша (1980).
Пан Броді розпочав свою дипломатичну кар'єру у 1987 році як офіцер відділу Євроатлантичного територіального відділу. З 1987 по 1991 роки був заступником керівника місії Посольства Угорщини в Лондоні. З 1994 по 1996 рік він обіймав посаду шефа кабінету міністрів закордонних справ Угорщини.
Призначений Постійним представником Угорщини при Організації Об'єднаних Націй в травні 2005 року, пан Броді до цього обіймав посаду заступника державного секретаря, відповідального за Угорський директорат з багатосторонньої дипломатії. У 2001—2002 рр. він був керівником відділу політики в Департаменті НАТО-ЗЄС, а з 1997 по 2001 рр. був головою місії Угорщини при Організації з безпеки і співробітництва в Європі (ОБСЄ) у Відні, отримавши ранг посла. З 1999 по 2001 рік, він представляв свою країну в оперативній групі високого рівня НАТО з контролю над звичайними озброєннями (HLTF).
4 червня 2008 року обраний головою П'ятого комітету ООН (адміністративно-бюджетний).
У 2010 році був начальником відділу планування політики та інформації МЗС Угорщини; Директором Департаменту ООН МЗС Угорщини (2010-2011); Послом у справах європейської політики сусідства МЗС Угорщини (2011-2017).
Є автором кількох зовнішньополітичних публікацій та співавтором кількох підручників.